# Glycaspis nancyana
Glycaspis nancyana är en insektsart som beskrevs av Campbell och Moore 1988. Glycaspis nancyana ingår i släktet Glycaspis och familjen rundbladloppor. Inga underarter finns listade i Catalogue of Life.